# Timonius pachyphyllus
Timonius pachyphyllus är en måreväxtart som beskrevs av Elmer Drew Merrill. Timonius pachyphyllus ingår i släktet Timonius och familjen måreväxter. Inga underarter finns listade i Catalogue of Life.